# Hejaramsa
Hejaramsa kallas en rytmisk och talande text som används när man hejar, ofta i lagsporter, men även i andra sporter. Den enklaste formen av hejaramsa är att ropa namnet på favoritlaget och klappa händerna.

## Hejarop
Hejaropet är till skillnad från hejaramsan ett kort tillrop snarare än en ramsa. Hejaropet består ofta av ett eller två ord, av typen; ”heja (heja heja)”, ”kom igen” eller ”ge järnet”. Ett undantag är den isländska ”vulkanen” som är en kombination av ett rop och en handklappning.

## Kontroversiella hejaramsor
Vissa ramsor är kontroversiella, eftersom de innehåller ord som "döda" och "hata", eller könsord och svordomar. Det finns även ramsor som på ett hotfullt sätt riktar sig mot domare eller vissa spelare, och kan innehålla rasism eller annan mobbning. Ramsor kritiska till domslut eller motståndarlag kan dock även innehålla humor istället för hot och uppmanande till hatkänslor, vilket är mer accepterat.

## Vanliga sånger vars melodier sjungs som hejaramsor
Under 1990-talet blev det allt vanligare att sjunga hejaramsorna. Melodierna togs från berömda sånger. I bland sjungs nationalsången för att heja fram sitt landslag.
- Brown Girl in the Ring
- Go West
- Jingle Bells (Bjällerklang)
- Glöggen heter Blossa
- Här är polisen
- It's a Long Way to Tipperary
- If You're Happy and You Know It
- Kumbaya
- Land of Hope and Glory
- Oh My Darling, Clementine
- Sailing
- Så gå vi runt om ett enerissnår
- Yellow Submarine
- You Are My Sunshine
- Seven Nation Army

### Fotnoter
1. ↑  Jan Pettersson (1 oktober 2015). ”En orgie i hat, hån och förolämpningar” (på svenska). Borås tidning. Arkiverad från originalet den 1 februari 2016. https://web.archive.org/web/20160201073914/http://www.bt.se/insandare/en-orgie-i-hat-han-och-forolampningar/. Läst 3 juli 2017.